# Jamil al-Midfa'i
Jamīl al-Midfaʿī (in arabo ﺟميل المدفعي‎?; Mosul, 1890 – 1958) è stato un politico iracheno, cinque volte primo ministro del suo Paese.

## Biografia
Al-Midfaʿī servì nell'esercito ottomano durante la prima guerra mondiale, ma disertò nel 1916 per unirsi ai nazionalisti arabi nella cosiddetta rivolta araba guidata da Faysal, figlio dello sceriffo di Mecca al-Husayn ibn ʿAlī, che usufruì dell'appoggio britannico e dei consigli del colonnello Thomas Edward Lawrence, più noto come Lawrence d'Arabia.
Dopo la guerra fu al servizio dell'emiro Faysal durante il suo breve regno in Siria (1918-1920), tornò quindi in Iraq nel 1920, ma fu costretto subito a recarsi in esilio in Transgiordania dalle autorità di Londra, a causa dei suoi sentimenti anti-britannici nati nel momento in cui constatò il "tradimento" del Regno Unito nei confronti degli arabi, cui era stata promessa la piena indipendenza pur di averli alleati in guerra contro l'Impero ottomano.
Al suo ritorno in patria nel 1923, si mise al servizio della corona hascemita come funzionario di grandi capacità, ottenendo incarichi sempre più prestigiosi e diventando ministro già nel 1930.
Esperto politico e già due volte primo ministro, ebbe un terzo incarico nel delicato momento che seguì all'assassinio del generale progressista curdo Bakr Sidqi al-ʿAskarī, attore del colpo di Stato militare del 1936. Gli fu chiesto dal re Ghazi I di formare una nuova compagine ministeriale, in sostituzione di quella del nazionalista progressista Hikmet Suleyman nell'agosto del 1937.
A lui fu ancora una volta chiesto di creare un nuovo gabinetto dopo essere stato costretto a un nuovo esilio in Transgiordania, a seguito del colpo di Stato nazionalista e anti-britannico del 1941 (a torto definito filo-Asse) di Rashid Ali al-Kaylani, che portò al secondo confronto armato con il Regno Unito nel breve conflitto di quell'anno.
Fu presidente del senato e, per breve tempo, una quinta volta, primo ministro. Morì nel 1958 a seguito di un cancro, a lungo ma inutilmente curato.